# Lysibia nanus

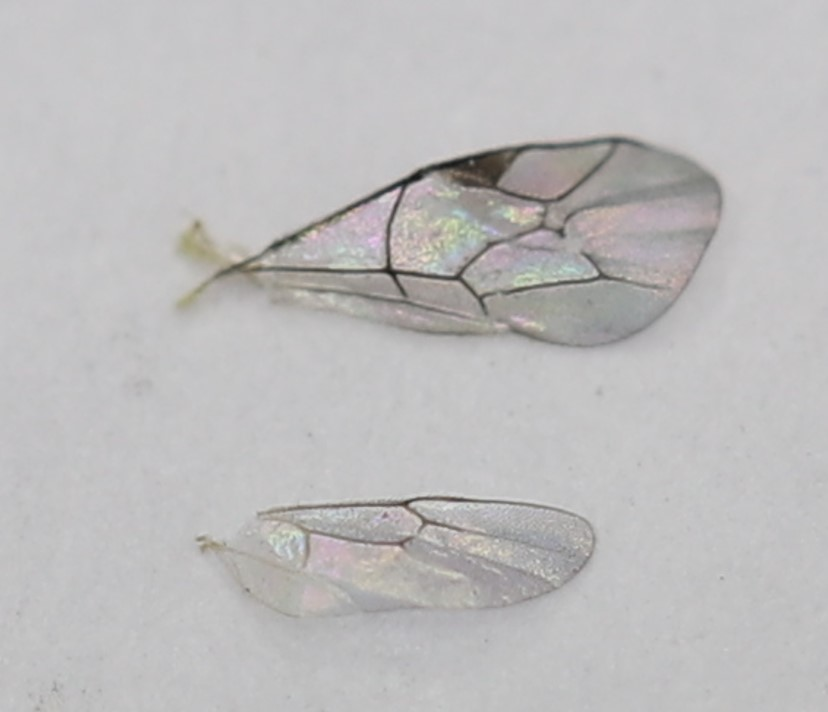
Flügel

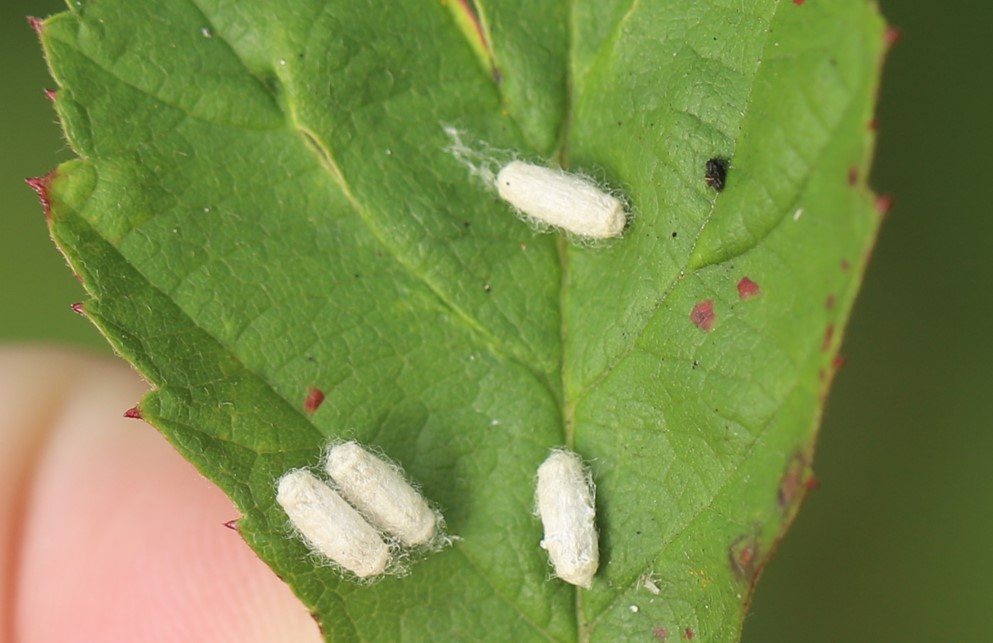
Parasitierte Brackwespen-Kokons – einer davon von L. nanus, zwei von Mesochorinae.

Lysibia nanus ist eine Schlupfwespe aus der Unterfamilie der Phygadeuontinae. Die Art wurde im Jahr 1829 von Carl Gravenhorst als Tryphon nanus erstbeschrieben.

## Taxonomie
Synonyme von Lysibia nanus sind:
- Lysibia nana (Gravenhorst, 1829)
- Lysibia fulvipes (Gravenhorst, 1829)

## Merkmale
Die Schlupfwespen sind 3–4 mm lang. Ihr Körper ist überwiegend schwarz gefärbt. Der Scapus ist auf der Ventralseite gelb gefärbt. Die Palpen sind ebenfalls gelb gefärbt. Die Ventralseite des Hinterleibs ist ebenfalls gelb. Die vorderen und mittleren Coxae, Trochanteren und Trochantelli sind gelb. Die hinteren Coxae sind schwarz mit einem gelben apikalen Ende. Die hinteren Trochanteren und Trochantelli sind gelb. Die Femora und Tibien sind rotgelb. Das apikale Ende der hinteren Femora sowie alle Tarsen sind verdunkelt. Die Weibchen besitzen einen sehr kurzen kräftigen Ovipositor, der gerade nach hinten gerichtet ist. Die Vorderflügel weisen ein dunkles dreiecksförmiges Pterostigma sowie ein nach außen offenes Areolet auf.

## Verbreitung
Lysibia nanus ist in Europa weit verbreitet. Im Norden reicht das Vorkommen bis nach Fennoskandinavien und auf die Britischen Inseln, im Süden bis in den Mittelmeerraum. Offenbar gibt es auch Nachweise von den Kanarischen Inseln, Madeira und von den Azoren. Ferner reicht das Verbreitungsgebiet im Osten bis in den Iran, der zur Orientalis zählt. In der Nearktis ist Lysibia nanus offenbar auch vertreten.

## Lebensweise
Lysibia nanus ist ein solitärer Hyperparasit, der die Präpuppen verschiedener Brackwespen-Arten der Unterfamilie Microgastrinae befällt. Hierbei wird insbesondere die Art Cotesia glomerata als Wirt genutzt. Cotesia glomerata befällt hauptsächlich die Raupen des Großen Kohlweißlings (Pieris brassicae) und parasitiert diese gregär als koinobionter Endoparasit. Die Brackwespenlarven entwickeln sich im Wirt und verlassen schließlich diesen, um sich außerhalb von diesem in einem Kokon zu verpuppen. Hier kommt nun Lysibia nanus ins Spiel. Die weiblichen Schlupfwespen finden ihre Wirte über deren Kairomone sowie die Duftstoffe der Nahrungspflanzen von deren Wirten. Die Raupen des Großen Kohlweißlings fressen Pflanzen, die Senfölglycoside bilden. Die Schlupfwespen-Weibchen stechen ein Ei in den kurz zuvor fertiggestellten Kokon der Brackwespenlarve. Die geschlüpfte Larve ernährt sich von ihrem Wirt und verpuppt sich schließlich in dessen Kokon. Aus einem Mitte September vorgefundenen Brackwespen-Kokon erschien im April des Folgejahres die Schlupfwespe. Weitere Brackwespenkokons waren von jeweils einem weiteren Hyperparasiten aus der Unterfamilie der Mesochorinae befallen, welche etwa drei Wochen später erschienen. Die Mesochorinae befallen die Brackwespenlarven im Gegensatz zu Lysibia nanus schon in der Raupe und entwickeln sich als koinobionter Endoparasitoid. Lysibia nanus ist polyvoltin, das heißt, die Art kann unter günstigen klimatischen Bedingungen mehrere Generationen im Jahr ausbilden. Unter natürlichen Umständen treten etwa doppelt so viele Weibchen wie Männchen auf.
Es gibt Studien zur Entwicklung von Lysibia nanus in Cotesia glomerata, die wiederum als Wirte Pieris brassicae und Pieris rapae nutzten, welche wiederum an Gemüsekohl (Brassica oleracea) und Schwarzem Senf (Brassica nigra) fraßen. Dabei wurden Unterschiede in der Größe der Schlupfwespen-Imagines sowie im Geschlechter-Verhältnis festgestellt.